# محسن بن علی
محسن یا مُحَسِّن از فرزندان علی بن ابی‌طالب، امام اول شیعیان و فاطمه، دختر محمد بود. او در سنّ بسیار کم پس از تولد درگذشت یا در شکم مادر سقط شد که اختلاف نظر وجود دارد.
به عقیده شیعیان، محسن در جریان هجوم به خانه فاطمه توسط ابوبکر بن ابی‌قحافه و عمر بن خطاب (خلیفه اول و دوم اهل سنت) سقط شده‌است.

## دیدگاه تاریخی
در منابع تاریخی از قبیل تاریخ یعقوبی (نویسنده‌ای شیعه)، مروج الذهب مسعودی، الکامل ابن اثیر و البدایة والنهایة ابن کثیر دمشقی هنگام ذکر حوادث بعد از مرگ محمد و واقعه خانه فاطمه، از زدن فاطمه و سقط جنین محسن هیچ سخنی نیست. اگر ذکر از ماجرا شده‌است به صورت کشمکشی لفظی میان موافقان و مخالفان و بعضاً درگیری جسمی زبیر/علی با عمر است در آستانهٔ خانهٔ فاطمه‌است.
برای مثال در تاریخ طبری از قول زیاد بن کلیب مختصر اشاره شده‌است که عمر که پشت در بستهٔ خانهٔ فاطمه — که جمعی از صحابه از جمله زبیر به نشانهٔ اعتراض به خلافت ابوبکر در آن جمع شده بودند — ایستاده بود تهدید زبانی کرد که در را آتش می‌زند مگر اینکه برای بیعت بیرون بیایند؛ که زبیر بیرون آمد.
برخی منابع اولیه اهل سنت به نقل از ابراهیم نظام -بنیانگذار معتزله- عنوان کرده‌اند که عمر منازعه فیزیکی با فاطمه داشته‌است به گونه‌ای که فرزندی که در شکم فاطمه بود به دلیل حمله عمر سقط شد اما اکثر همین منابع این روایات را ضعیف یا ساخته و پرداخته معتزلیان یا شیعیان می‌دانند. سید جعفر شهیدی، نویسنده شیعه، رویداد تهدید به آتش زدن را تأیید می‌کند. از نظر او با توجه به اینکه شیعیان یا دسته‌های سیاسی موافق آن‌ها در سنین اول هجرت نیرویی نداشته‌اند، جعل روایات مربوط به این رویداد ناممکن می‌نماید. به علاوه او بیان می‌دارد که برخی از این روایات در نوشتارهای مغرب اسلامی (اندلس) هم آمده‌است. اما در مورد اینکه «آیا بازوی دختر پیغمبر را با تازیانه آزرده‌اند»، یا «می‌خواسته‌اند با زور به درون خانه راه یابند و او که پشت در بوده‌است، صدمه دیده» به صرف گفتن اینکه «در آن گیر و دارها ممکن است چنین حادثه‌هایی رخ داده باشد» بسنده نموده‌است.

## در منابع
شیخ طوسی از دانشمندان شیعه، در کتاب تلخیص الشافی گزارش می‌کند که بین شیعیان امامیه، مساله هجوم به خانه علی بن ابی‌طالب و کتک زدن فاطمه زهرا، اجماعی است و اختلافی در آن نیست. شیخ طوسی همچنین به مساله لگد عمر به شکم فاطمه که منجر به سقط جنین فاطمه که به محسن نامگذاری شده‌بود اشاره دارد و این دیدگاه را در میان طوایف مسلمان، مشهور می‌داند. محمدحسین کاشف الغطاء نیز در جنة الماوی به اجماع تمام منابعی که از قرن اول ه.ق تا قرن یازدهم به موضوع فاطمه زهرا پرداخته‌اند در خصوص مورد ظلم واقع شدن فاطمه زهرا اشاره دارد و به مساله سیلی خوردن، تازیانه خوردن، سقط جنین محسن و شکسته شدن استخوان‌های سینه فاطمه زهرا در اثر حمله عمر بن خطاب اشاره می‌کند. در کتاب کفایة الطالب از گنجی یکی از دانشمندان سنی، آمده‌است که شیخ مفید مدعی است، فاطمه زهرا فرزند پسری به نام محسن را سقط کرد که محمد این نام را بر او نهاده بود. گنجی می‌افزاید که به این مطلب در بین ناقلان، تنها ابن قتیبه اشاره کرده‌است. در حدیثی از جعفر صادق در کتاب الاختصاص، شیخ مفید گزارش می‌کند که علی بن ابی‌طالب، فاطمه زهرا، محسن، حسن و حسین همگی کشته شدند.
در متون تاریخی اهل سنت بعضاً نظرات متفاوتی در مورد چگونگی درگذشت محسن پسر علی آمده‌است. به عنوان مثال ابن صباق مالکی (متوفای سال ۸۵۵) و صفوری شافعی (متوفای سال ۸۹۴) می‌نویسند محسن سقط شده بود. حال آنکه ابن هضم اندلسی (متوفای سال ۴۵۶) و بدخشانی (متوفای سال ۱۱۲۶) معتقد به درگذشت محسن پس از تولد و در شیرخوارگی هستند. به علاوه نویسندگان شیعه به اشاراتی در مورد جزئیات رویداد خانه فاطمه در برخی کتاب‌های قدیمی اهل سنت استناد می‌کنند که از نظر آن‌ها نشان از تغییر و تحریف دارد. به عنوان مثال ابن شهر آشوب مازندرانی (متوفای سال ۵۸۸) در «مناقب آل ابی طالب» و گنجی شافعی (متوفای سال ۶۵۸) در کتاب «کفایه الطالب» از ابن قتیبه دینوری نقل می‌کنند که نام برده در کتاب «المعارف» خود درگذشت محسن را بر اثر سقط شدن و مربوط به ضربه سنگین قنفذ می‌داند. حال آنکه در چاپ‌های امروزی کتاب المعارف دینوری اثری از این موضوع نیست و صرفاً گفته شده محسن در کودکی درگذشته‌است. همچنین ابن ابی الحدید معتزلی (متوفای سال ۶۵۶) در کتاب «شرح نهج البلاغه» به نقل از کتاب «مروج الذّهب» تألیف مسعودی (متوفای سال ۳۴۶) به ماجرای تهدید به آتش زدن خانه فاطمه اشاره می‌کند. اما در برخی چاپ‌های امروزی کتاب مسعودی نام خلیفه دوم به عنوان عامل اصلی حذف شده و ماجرا با صیغه مجهول تعریف شده‌است. به علاوه صفوری شافعی (متوفای سال ۸۹۴) در کتابش به نام «المحاسن المجتمعه فی الخلفا الاربعه» سقط شدن محسن را از کتاب «الاستیعاب» تألیف ابن عبدالبر (متوفای سال ۴۶۳) نقل می‌نماید در حالی که در چاپ‌های فعلی از کتاب الاستیعاب نشانی از آن یافت نمی‌شود.